# (24962) Kenjitoba
(24962) Kenjitoba est un astéroïde de la ceinture principale.

## Description
(24962) Kenjitoba est un astéroïde de la ceinture principale. Il fut découvert le 27 octobre 1997 à Kuma Kogen par Akimasa Nakamura. Il présente une orbite caractérisée par un demi-grand axe de 3,19 UA, une excentricité de 0,12 et une inclinaison de 6,0° par rapport à l'écliptique.

## Compléments